# Poissonnerie

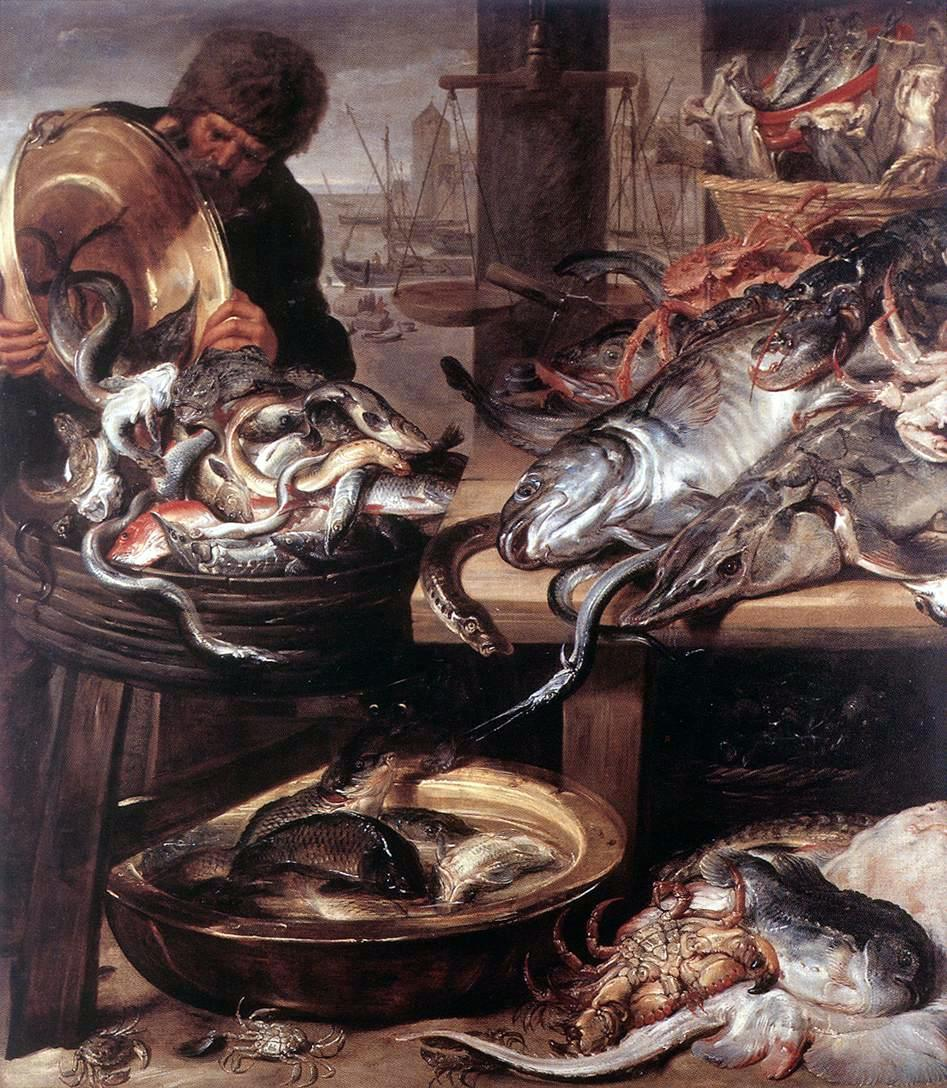
Le Poissonnier, Frans Snyders (1579-1653).

La poissonnerie est un marché de poissons et de fruits de mer, alors que la boucherie en est un de viandes d'oiseaux et de mammifères (incluant les mammifères marins). Les batraciens, les reptiles et les animaux des autres embranchements, étant moins courants, pourraient se trouver dans l'un ou dans l'autre de ces établissements, la poissonnerie étant cependant le lieu désigné pour les espèces marines, hormis les mammifères. Travailler dans une poissonnerie est le métier d'un poissonnier.

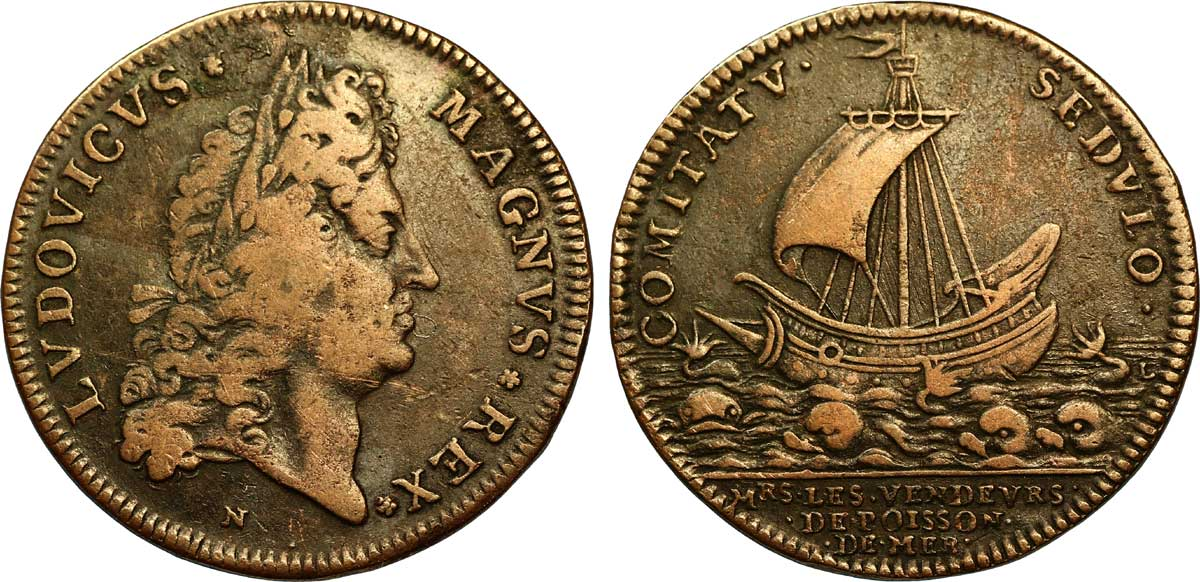
Jeton de la corporation des poissonniers de mer.

## Poissons consommés

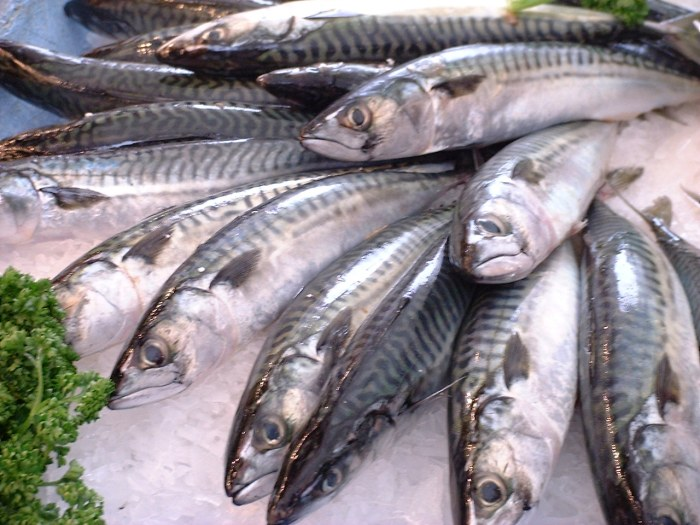
Maquereaux.

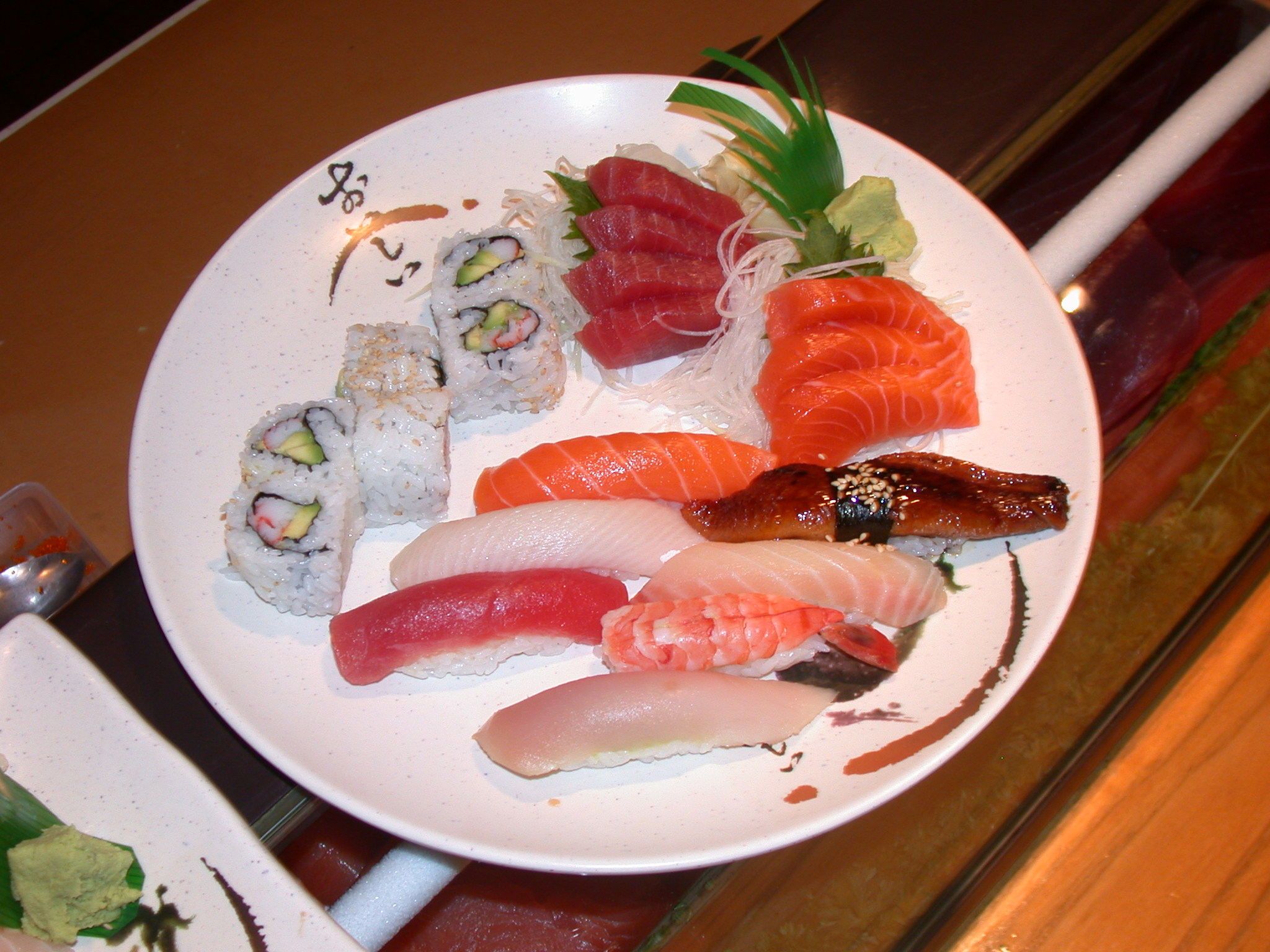
Sushis classiques.

On consomme beaucoup d'espèces de poissons à travers le monde, ils s'apprêtent aussi de nombreuses façons. Parmi les poissons les plus pêchés pour la consommation humaine, on retrouve la morue, la sardine, le hareng, le flétan et les sebastes. On fait de plus en plus de pisciculture, des poissons d'élevage courants étant le saumon de l'Atlantique et le tilapia.

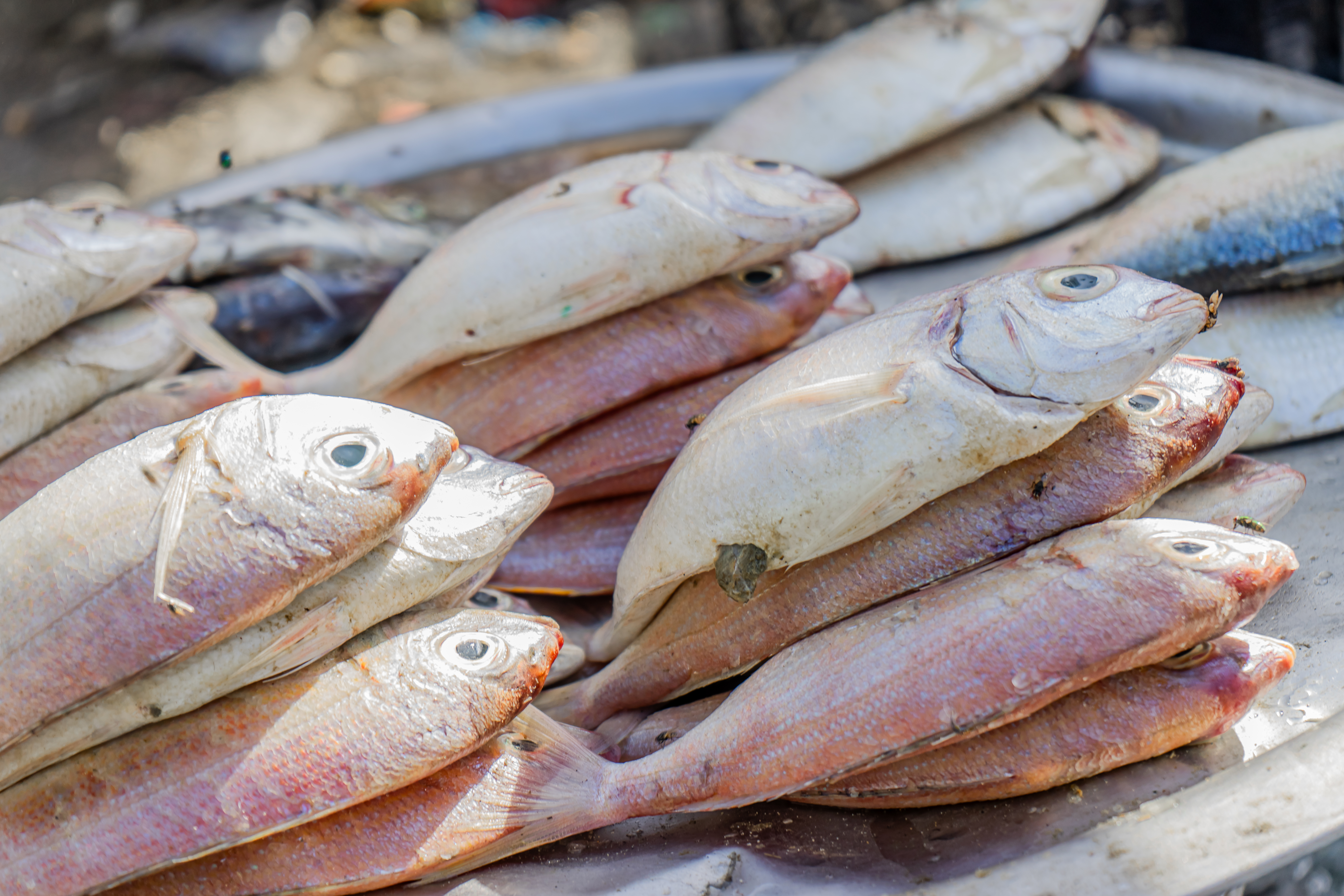
Poisson Rouget Senegal

Contrairement à l'usage courant qu'on fait des viandes de boucherie, les poissons se consomment très bien crus, comme dans les sushis ou les sashimis. À ce chapitre, les Japonais congèlent souvent leur poisson avant de le consommer cru, ce qui l'épure des bactéries et des parasites (nématodes). Les poissons passent aussi par l'état de la chair ferme, appelée rigor mortis. Les poissons sont vendus entiers, écaillés, éviscérés, étêtés, filetés ou coupés en darnes, et ce, à l'état frais, congelé ou transformé par salage, fumage, marinade ou cuisson.
Autres que la chair du corps (en filets ou en darnes), on récupère et transforme différentes parties chez les poissons, notamment les os de la tête et de la colonne vertébrale, les joues, la langue, la vessie natatoire, le foie, l'huile, les œufs, la ralingue et même l'estomac et les viscères. Le bouillon de poisson est appelé fumet. Certains poissons sont vendus en filets avec peau, comme le saumon.
Le poisson est réputé pour ses qualités nutritives, comme sa teneur en « bons » acides gras.
Voir aussi :
- liste des poissons de mer utilisés en cuisine ;
- liste des poissons des lacs et rivières utilisés en cuisine ;
- liste des poissons et fruits de mer fumés ou séchés.

### Particularités des cartilagineux

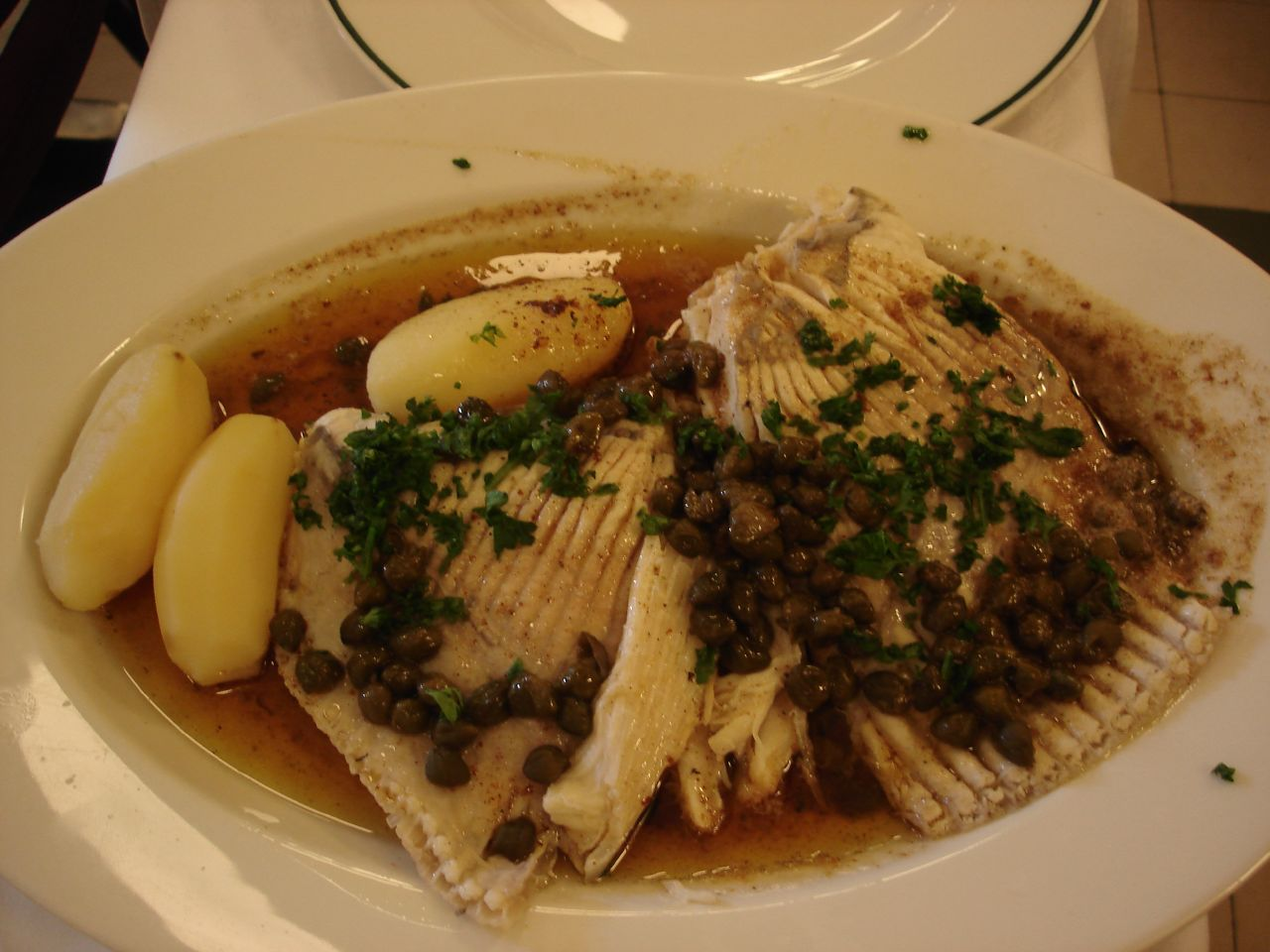
Raie au beurre noir.

Les poissons cartilagineux se distinguent fortement des poissons osseux, qui sont phylogénétiquement plus proches des mammifères. Leur principale caractéristique est de n'avoir aucun os à part leurs dents.
On mange des requins de différentes tailles, leur chair étant assez grasse, adéquate pour le fumage, et néanmoins au goût subtil. C'est pourquoi ils s'accompagne bien d'épices et de marinades. L'aiguillat commun, ou «chien de mer», possède une fine chair blanche et la maraîche, ou «veau de mer» possède de gros muscles rosés qui deviennent très tendres. Les ailerons de requins, riches en certains cartilages peuvent être très recherchés, tout comme leur huile. Dans la chair des lamnidés on retrouve un muscle rouge vin, où le requin stocke son sang, qui peut s'apparenter au foie.
Les ailes de raies (nageoires pectorales) constituent l'essentiel de la chair de celles-ci;  elles comprennent deux minces filets de chair, séparés par un mince cartilage et constitués de tubes parallèles.
Ces poissons éliminent une partie de leur urée dans leur chair, leur permettant de garder leur équilibre osmotique avec l'eau de mer. C'est pourquoi il est important de bien les réfrigérer et de les dépiauter rapidement, afin d'éviter un virage à l'ammoniac, plus précoce que chez d'autres espèces.

### Parasites

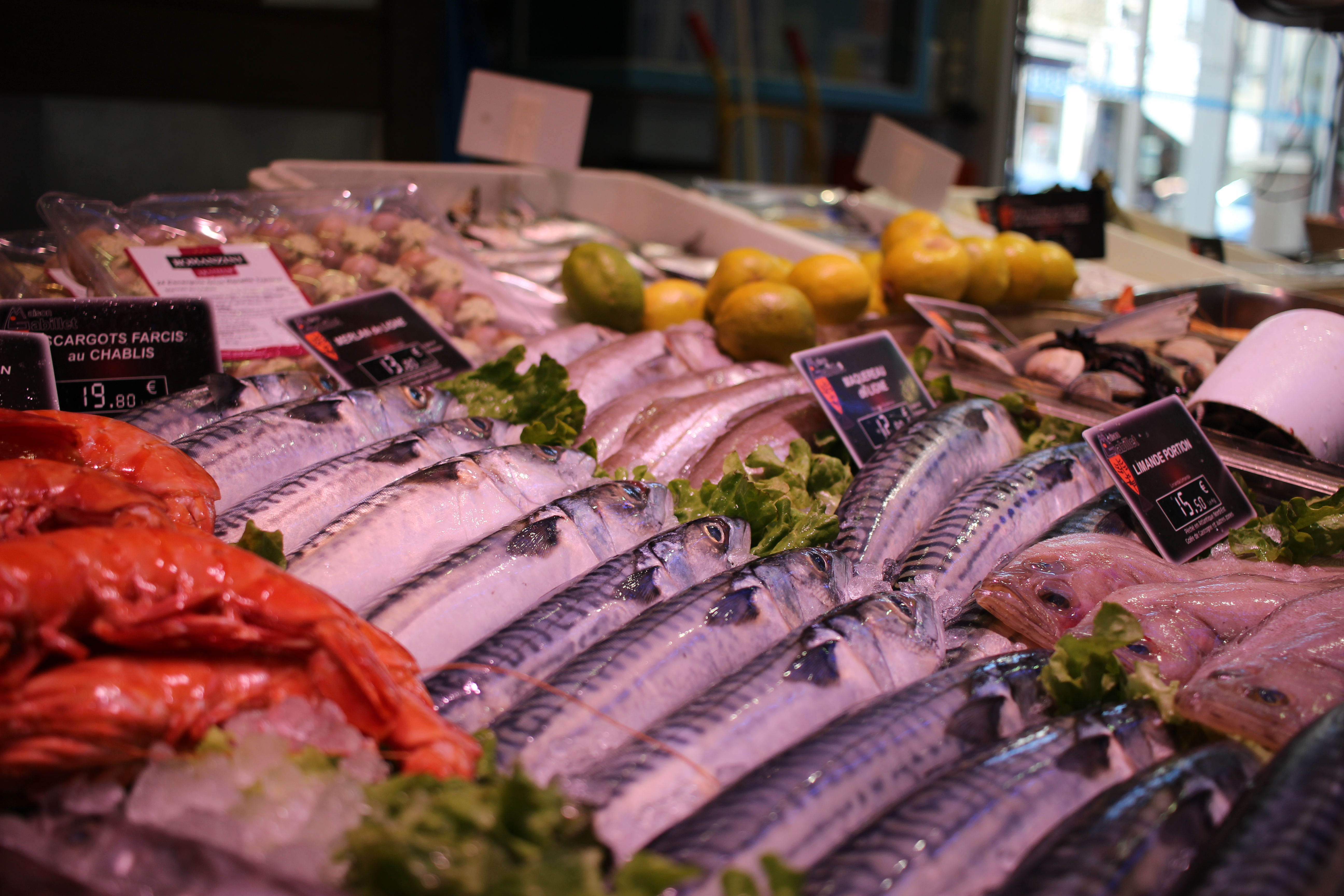
Un étal d'une poissonnerie dans les Halles de Tours, en France.

Les nématodes sont des vers ronds, dont beaucoup d'espèces parasitent les plantes ou les animaux. Ceux qui habitent nos poissons remontent généralement la chaîne alimentaire se terminant par un mammifère marin, tel le phoque, qui libère, avec ses selles, les œufs dans l'eau de mer. Quelques cas de parasitoses ont été recensées sur différents continents, souvent à cause de poisson mariné, notamment le hareng, qui n'a pas été congelé ou salé suffisamment longtemps. La cuisson demeure le meilleur remède contre ces vers, résistant aux acides digestifs de leurs hôtes habituels. Les poissons ne logent pas tous des parasites dans leur chair.
La morue, ou cabillaud, étant un des poissons les plus connus et prisés en Atlantique nord, est aussi un des poissons dont la chair peut être très parasitée. Pour isoler ces vers, la poissonnerie effectue un mirage des filets sur une table translucide placée sur des lampes fluorescentes, où, à l'aide des pinces et d'une lame, on fait quelques entailles permettant de voir suffisamment à travers la chair et on repère facilement les vers par leur couleur opaque. On peut aussi les détecter avec une lampe ultra-violette dans l’obscurité, où les isoler à l'aide de solutions (saumure).

## Les fruits de mer

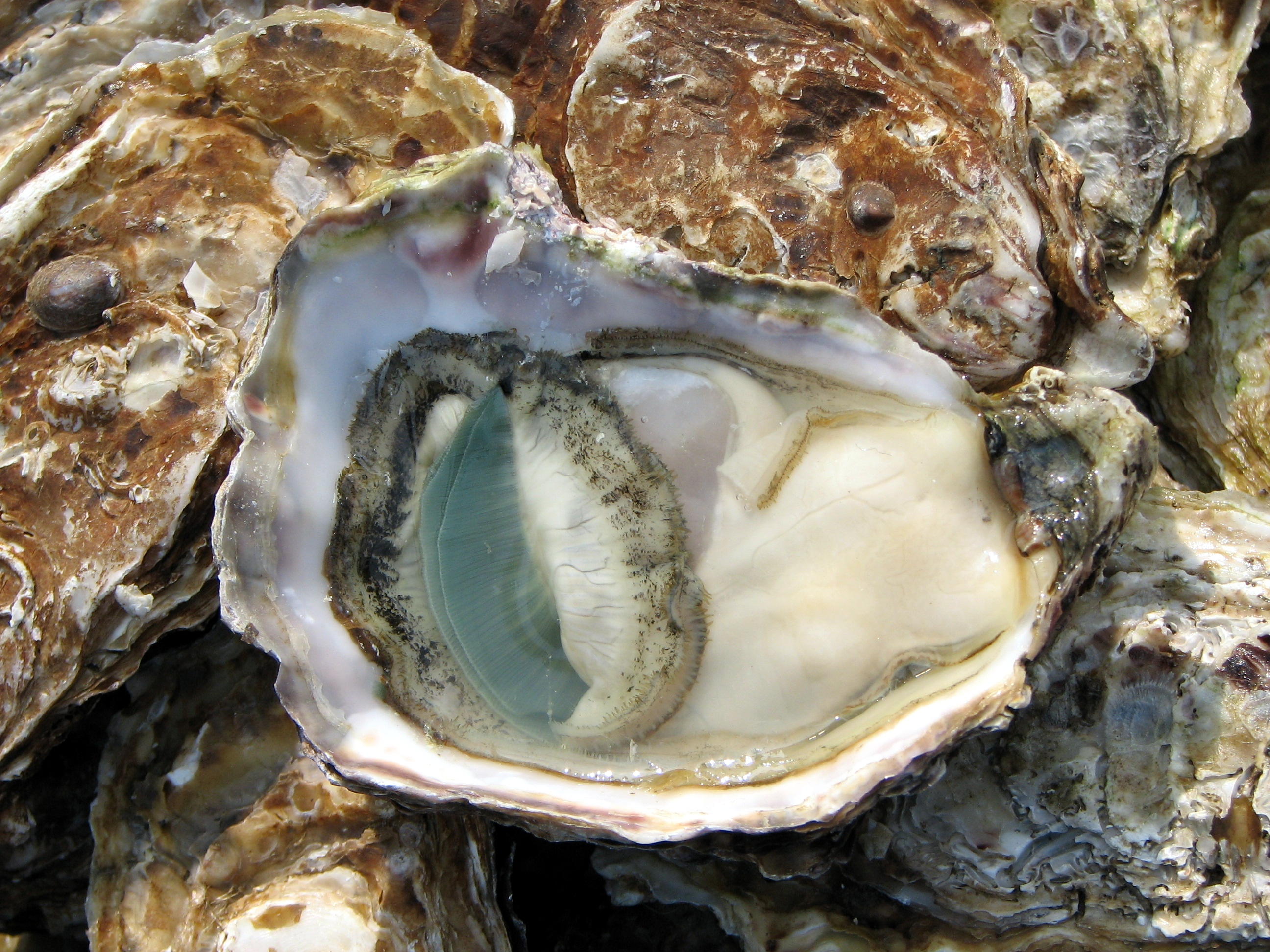
Huître crue.

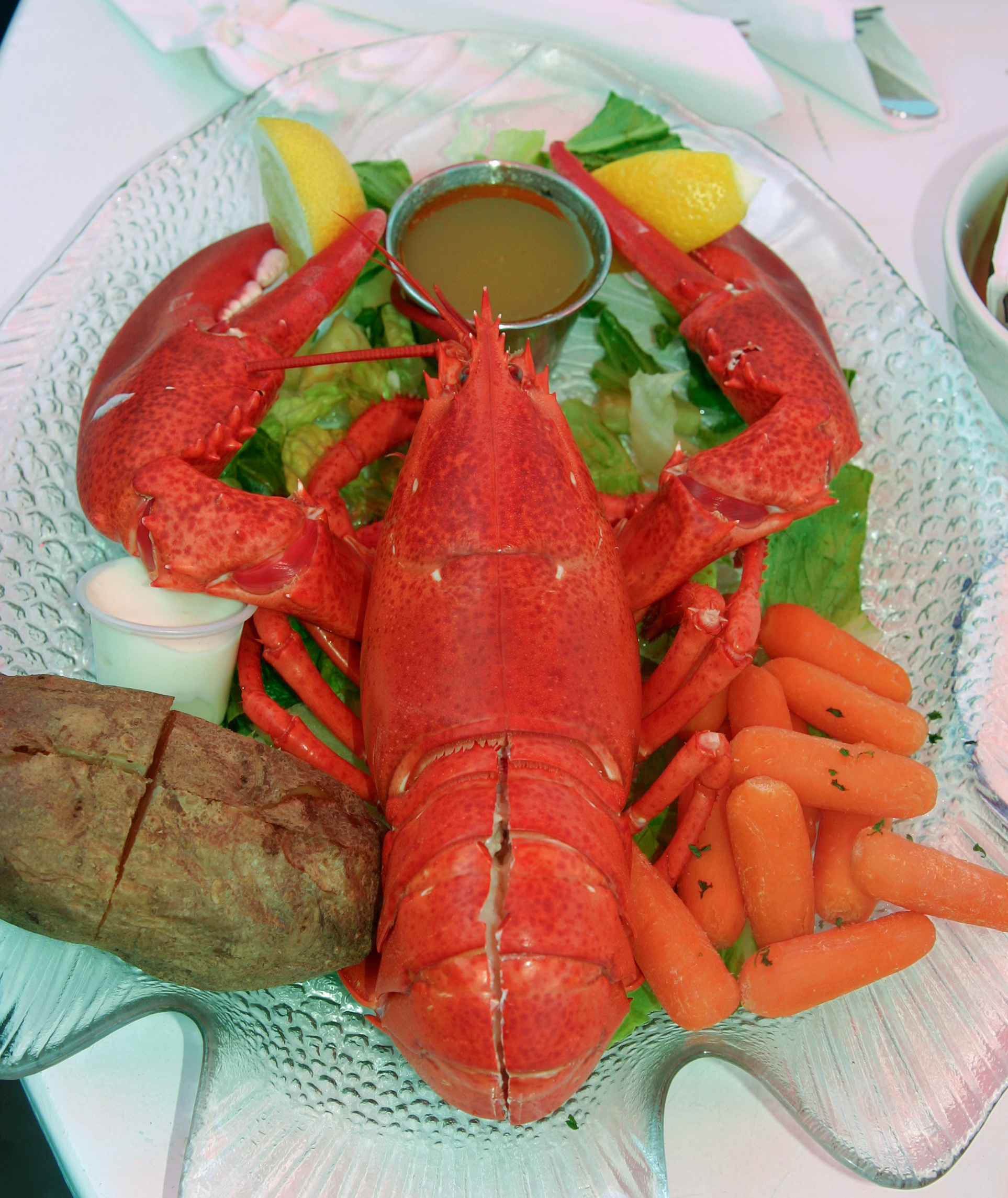
Présentation classique du homard à la nord-américaine: les pinces et la queue fendus avec du beurre fondu.

Presque tous les fruits de mer peuvent se manger crus, voire vivants, la fraîcheur étant de rigueur. Toutefois, la plupart sont mangés cuits, l'huître étant sans doute l'espèce la plus consommée crue. En sus des mollusques et crustacés, on mange d'autres fruits de mer, comme l'oursin ou le concombre de mer, qui sont des échinodermes. Chez les oursins, on mange la rogue, qui est de couleur vive généralement orangée.

### Les mollusques
On consomme de nombreux bivalves, à coquille articulée, tels les moules, couteaux de mer, palourdes, huîtres, pétoncles et myes (ou coques), quelques gastéropodes, tels les buccins et bigorneaux (escargots de mer), et des céphalopodes comme les pieuvres et les calmars.
La plupart peuvent se conserver vivant quelques jours avec de la glace ou plus dans un vivier. Les huîtres, au frais, peuvent se conserver longtemps. Les bivalves ont un muscle pour se refermer, ce qui forme la partie consommée du pétoncle. Les variétés du  marché vont du pétoncle princesse, au pétoncle géant; les espèces couramment pêchées dans l'est du Canada sont soit ivoire soit orangés, deux espèces se chevauchant géographiquement. On mange aussi la "rave" (œufs) de pétoncle. Les coquillages se cuisent bien à la vapeur, certains d’entre eux créant leur propre eau nécessaire à la cuisson, comme les myes, contrairement aux moules. Chez les calmars, on mange le tube du corps, dont on enlève les cartilages, et les tentacules, dont on enlève la bouche au centre;  les organes doivent en être enlevé rapidement, pour éviter l'autolyse.

### Les crustacés

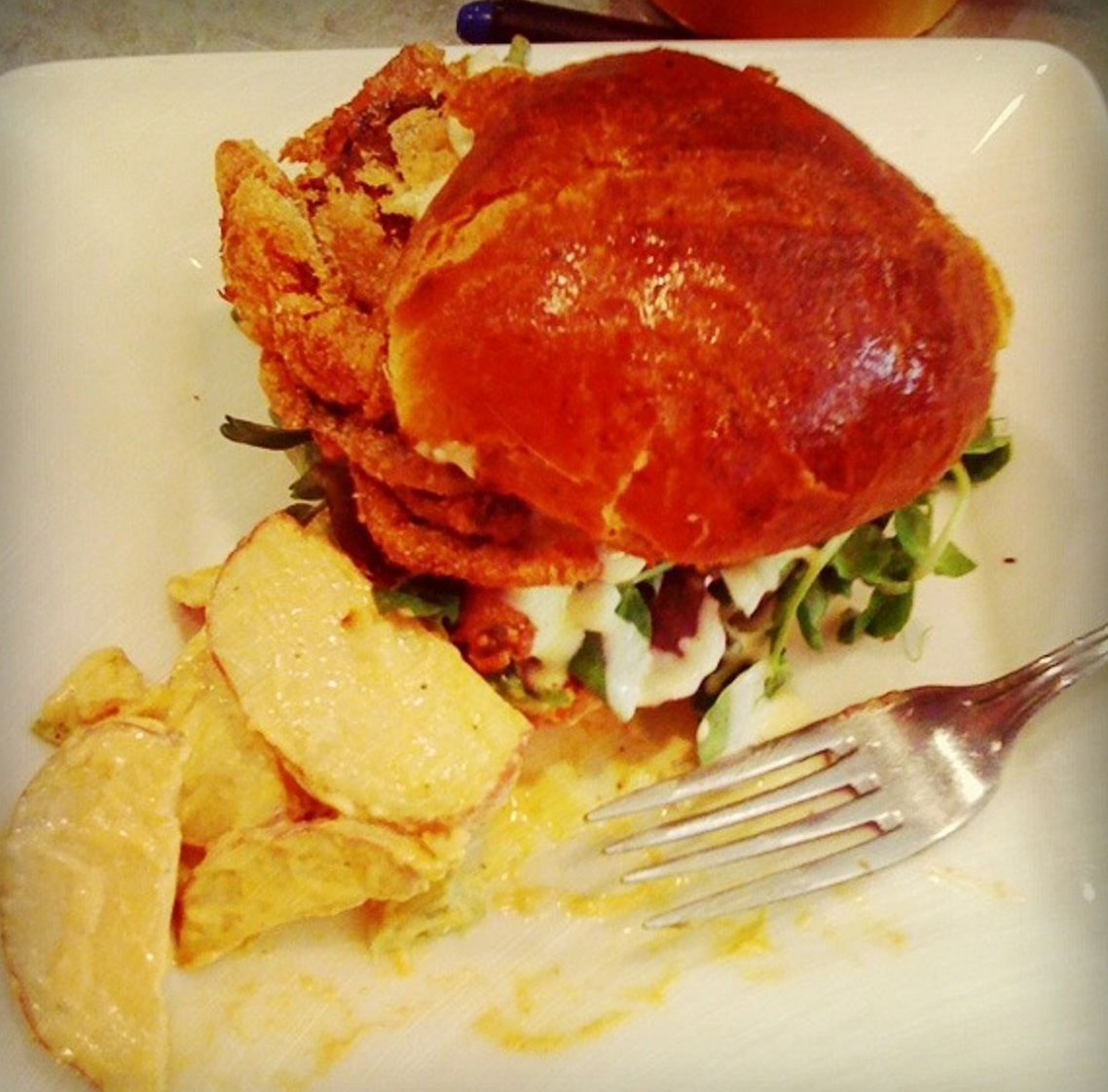
Crabe à la créole.

Les crustacés les plus courants sont les crevettes, le homard et les crabes et la langoustine. Les crevettes vendues couramment au Canada, on retrouve la crevette nordique, appelée aussi ’’crevette de Matane’’, là où elle est transformée, et la crevette tigrée, plus grosse, venant des mers plus chaudes. Parmi les espèces de crabes, on retrouve le crabe des neiges et le crabe tourteau.

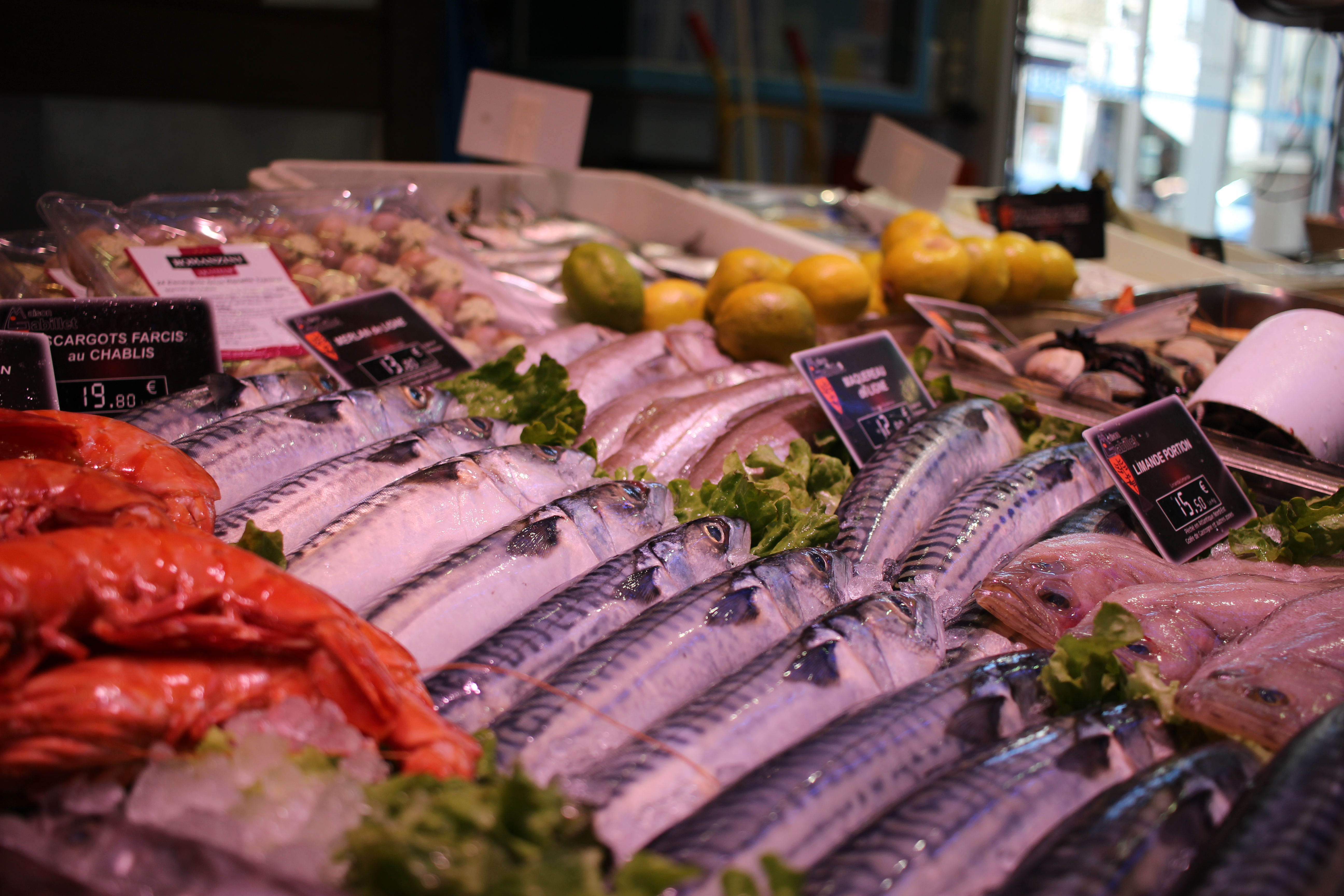
Tours - Halles de Tours - Avril 2019 - Poissonnerie

Les crustacés cuisent généralement vite. Chez les crevette on voit la couleur passer du gris au rose. Les homards, cuits en carapace, changent du vert brun au rouge vif. On en consomme la chair, dont le gros est dans la queue et qui se ramifie dans les épaules et les pattes, le foie (fard) et les œufs. Le homard est conservé vivant en vivier et peut survivre un jour ou deux dans le réfrigérateur, avec un minimum d’humidité. Le crabe résiste moins généralement à l’air libre. On se contente des sections de crabe, contenant toutes les pattes d’un côté, délaissant les organes.

## Industrialisation
Les pêcheries industrielles et (moindrement minotières) ont été accompagnées sur toute la chaine (à bord, durant le transport, dans les ateliers de marayage, filetage et jusque chez le consommateur de développements techniques importants de la chaîne du froid, des règles d’hygiène (HACCP), des méthodes d’analyse et de machine-outils qui permettent de congeler/décongeler, emballer, trier, étêter, éviscérer et nettoyer le poisson, en valorisant mieux les abats (dont certains sont comestibles (ex : foies de morue), les entrailles, les résidus et sous-produits tels que les huiles de poissons ou les arêtes, dont en farine de poisson, engrais, molécules pour la chimie verte, etc.. Les anchois, sont avec les morues des poissons dont les foies sont considérés comme l’une des très bonnes sources d’oméga 3, tels que l'acide eicosapentaénoïque (EPA) et l'acide docosahexaénoïque (DHA)".